# Australøerne
Australøerne (fransk îles Australes eller îles Tubuai) er det mindste af de fem territorier (subdivisions administratives) i Fransk Polynesien i Stillehavet.
Området består af syv øer som ligger ca. 600 til 1300 km syd for Tahiti.

## Geografi
Øerne er af vulkansk oprindelse og har et samlet areal på ca. 152 km². De ligger i en kæde fra nord til syd spredt over at areal på ca. 1.300 km² stort havområde. Hovedøen Tubuai har en areal på ca. 45 km² med den højeste punkt Mont Taitaa på ca. 420 m.o.h.
Australøerne omfatter syv øer fordelt på områder:
- Tubuaiøerne (Îles Tubuaï) med
- îles Maria, ca. 1,3 km²
- Raivavae, ca. 16 km²
- Rimatara, ca. 8 km²
- Rurutu, ca. 36 km²
- Tubuai, ca. 45 km²

- Bassøerne (Îles Bass) med
- Rapa Iti, ca. 40 km²
- l'îlots Marotiri, ca. 0,04 km²

Øgruppens samlede befolkning er ca. 7000 indbyggere.

## Historie
Øerne menes at være blevet befolket af polynesiere i 1000-talet.
Området besøgtes i 1777 af den britiske kaptajn James Cook under hans tredje og sidste ekspedition.

## Eksterne links
- om Australøerne
- om Australøernes geografi Arkiveret 11. maj 2008 hos  Wayback Machine

23°53′S 147°40′V / 23.88°S 147.67°V